# Sonate pour violoncelle et piano de Lekeu
Pour les articles homonymes, voir Sonate pour violoncelle et piano.
La Sonate pour violoncelle et piano en fa majeur est une composition de musique de chambre de Guillaume Lekeu. Composée en avril 1888, elle est publiée en 1921 dans une version révisée en 1910.

## Structure
La sonate comprend quatre mouvements :
1. Adagio malinconia (exergue de Baudelaire)
2. Scherzo : Allegro molto, quasi presto (exergue de Baudelaire)
3. Lento assai (exergue confession d'un fumeur d'opium de Thomas de Quincey)
4. Allegro assai (exergue de G. Lekeu)

- Durée d'exécution : trente cinq minutes.